# Rioxa vinnula
Rioxa vinnula är en tvåvingeart som beskrevs av Hardy 1973. Rioxa vinnula ingår i släktet Rioxa och familjen borrflugor.
Artens utbredningsområde är Kambodja. Inga underarter finns listade i Catalogue of Life.